# Mary Kay Letourneau
Pour les articles homonymes, voir Letourneau.
Mary Kay Fualaau, née Mary Katherine Schmitz le 30 janvier 1962 à Tustin (Californie) et morte le 6 juillet 2020 près de Seattle, plus connue sous le nom Mary Kay Letourneau, est une professeur de mathématiques américaine, emprisonnée de 1997 à 2004 pour avoir eu des relations sexuelles avec Vili Fualaau, l'un de ses élèves alors âgé de 12 ans. Cette histoire fit scandale aux États-Unis.

## Biographie

### Jeunesse et formation
Mary Katherine Schmitz naît à Tustin en Californie. Elle est la quatrième de sept enfants. Elle étudie au Cornelia Connelly High School, une école catholique pour jeunes filles à Anaheim en Californie, puis à l'université d'État de l'Arizona.

### Premier mariage
Elle y rencontre et épouse un autre étudiant, Steve Letourneau. Ils ont quatre enfants, le premier a été conçu alors qu'elle était encore à l'université. Elle dit n'avoir pas été amoureuse de Steve et l'avoir épousé pour satisfaire ses parents.
Le couple déménage à Anchorage en Alaska où Steve a trouvé du travail en tant que bagagiste pour Alaska Airlines. Après un an en Alaska, il est transféré à Seattle et Mary Kay donne naissance à leur deuxième enfant. Steve suit des cours du soir à l'université de Seattle et obtient son diplôme en 1989. Plus tard, Mary Kay commence à enseigner en seconde année à la Shorewood Elementary School dans la banlieue de Burien à Seattle.
Le mariage souffre de problèmes financiers et de relations extraconjugales de la part des deux époux.
L'avocat de Mary Kay Letourneau a déclaré qu'elle a été « agressée émotionnellement et physiquement par son mari » pendant le mariage, ayant dû aller par deux fois à l'hôpital pour se faire soigner, avec intervention de la police. Elle donne naissance à deux autres enfants. Alors qu'elle est incarcérée pour sa liaison avec Vili Fualaau, en mai 1999, elle demande le divorce, et Steve obtient la garde de leurs quatre enfants.

### Relations avec Vili Fualaau et condamnations
Vili Fualaau, né en 1983 aux Samoa, est l'un des élèves de Mary Kay Letourneau en classe de deuxième année (équivalent du CE2 en France) à la Shorewood Elementary School à Burien. En 1996, elle le retrouve en classe de sixième année (équivalent de la 5e en France).
Alors qu'elle est âgée de 34 ans, sa relation avec Vili, âgé de 12 ans, passe de l'amitié à l'intimité sexuelle durant l'été 1996. Mary Kay est arrêtée en mars 1997 après qu'un proche de son mari Steve l'a dénoncée à la police.
Son premier enfant avec Vili, une fille, naît en mai 1997 alors qu'elle attend la fin de son procès. Elle est condamnée à six mois de prison (dont trois avec sursis) et trois ans de traitement pour délinquance sexuelle, mais sans être contrainte de se faire enregistrer au fichier des délinquants sexuels. À condition de respecter les termes de sa probation, elle n'aurait pas eu de peine de prison supplémentaire, l'un des termes de cet aménagement étant de ne plus chercher à voir Vili Fualaau.
Le 3 février 1998, deux semaines après avoir purgé sa peine de prison, Mary Kay est surprise en train d'avoir une relation sexuelle avec Vili dans sa voiture, elle tombe enceinte de leur deuxième enfant. Lors de son arrestation, la police trouve à l'intérieur de la voiture 6 200 dollars en espèces, des vêtements pour bébé et son passeport. Elle est condamnée à sept ans et demi de prison pour avoir violé les conditions de sa probation.
En octobre 1998, alors qu'elle purge sa nouvelle peine, elle donne naissance à leur deuxième fille. Cette même année, elle et Fualaau co-écrivent un livre publié en France sous le titre Un seul crime, l'amour. En 1999, un deuxième livre est publié aux États-Unis, avec uniquement une petite participation de Letourneau, If Loving You Is Wrong.
Pendant son emprisonnement, elle est autorisée à recevoir des visites de ses enfants, mais l'administration pénitentiaire de l'État de Washington lui refuse la permission d'assister aux funérailles de son père. En raison de sa notoriété, elle est impopulaire auprès des autres détenues. Elle se serait rebellée contre les gardiens, ce qui expliquerait qu'elle ait passé 18 de ses 24 premiers mois à l'isolement en punition pour son comportement. Cependant, durant la suite de son incarcération, elle encadre des détenues, crée des livres audio pour aveugles, participe à la chorale de la prison, et « rarement manqu[e] la messe ». En août 2004 elle est placée en régime de semi-liberté probatoire et doit se faire enregistrer comme délinquante sexuelle de niveau 2.

### Second mariage
Après la libération de Mary Kay Letourneau, Vili Fualaau, alors âgé de 21 ans, fait une demande auprès du tribunal pour demander l'annulation de l'interdiction faite à Letourneau de le contacter, ce qui est accepté. Ils se marient le 20 mai 2005 à Woodinville. Letourneau lui dit qu'elle envisage d'avoir un autre enfant avec lui, et de reprendre l'enseignement, puisque selon la loi elle est encore autorisée à enseigner dans les écoles privées et les collèges communautaires. Le couple s'installe dans la banlieue de Seattle et élève leurs deux enfants nés pendant l'incarcération de leur mère,.

### Séparation et mort
En mai 2017, après 12 ans de mariage, Vili Fualaau dépose une demande de séparation, puis se rétracte. Après plusieurs tentatives de réconciliation, le couple, qui fait chambre à part, divorce en août 2019, à l’initiative de Fualaau.
Mary Kay Letourneau meurt le 6 juillet 2020, près de Seattle, à l'âge de 58 ans d'un cancer, entourée de ses enfants et de Vili Fualaau dont elle est restée très proche.

### Famille
Un de ses frères, John Patrick Schmitz, fut conseiller de George H. W. Bush. Son frère aîné, Joseph E. Schmitz, inspecteur général du département de la Défense sous George W. Bush, fut conseiller en politique étrangère pour le président Donald Trump.

## Publication
- Mary Kay Letourneau et Vili Fualaau, Un seul crime, l'amour, avec la collaboration de Bob Graham et de Marie-Thérèse Cuny, Paris, Fixot, 1999  (ISBN 2-221-08812-3).

## Filmographie

### Au cinéma
- 2023 : May December, film américain de Todd Haynes, librement inspiré de la vraie histoire de Mary Kay Letourneau et Vili Fualaau[13].

### À la télévision
- 2000 : All-American Girl: The Mary Kay Letourneau Story (en), où son rôle est joué par Penelope Ann Miller.
- 2022 : Chouchou[14], mini-série dans laquelle Evelyne Brochu joue le rôle d'une femme de 37 ans amoureuse d'un jeune homme de vingt ans son cadet.